# Mount Tupper
Mount Tupper är ett berg i Kanada.   Det ligger i provinsen British Columbia, i den centrala delen av landet, 3 100 km väster om huvudstaden Ottawa. Toppen på Mount Tupper är 2 340 meter över havet.
Terrängen runt Mount Tupper är huvudsakligen bergig. Trakten runt Mount Tupper är nära nog obefolkad, med mindre än två invånare per kvadratkilometer.. 
Trakten runt Mount Tupper består i huvudsak av gräsmarker.